# Nemzeti Újjászületési Mozgalom
A Nemzeti Újjászületési Mozgalom (spanyolul: Movimiento Regeneración Nacional, MORENA; MORENA jelentése: barna) egy mexikói baloldali politikai párt, ami 2014-ben vált hivatalosan is párttá. A pártot az egykori PRI, PRD párt tagja Andrés Manuel López Obrador vezeti.

## Története

### Alapítása
A párt eredetileg egy civil szervezetként alakult meg 2011. október 2.-án. A megalakulás célja, hogy a 2012-es mexikói szövetségi választáson politikai erőként lépjenek fel.
A választáson végül nem sikerült indulniuk, de az első kongresszust 2012. november 20.-án tartották meg. A kongresszuson elfogadták a szervezet alapszabályát és a 32 alapszervezet akció tervét. Emellett megnevezték a 32 alapszervezetből azt a 300 delegáltat, akik a szervezet Országos Tanácsának tagjai lettek. A delegáltak megszavazták elnöknek Andrés Manuel López Obradort és Martí Batres Guadarrama mint az Országos Végrehajtó Bizottság elnökét.

### Párttá alakulás és a 2015-ös választás
A szervezetet 2014. július 9.-én a Szövetségi Választási Bizottság pártként vette nyilvántartásba a szervezetet. A 2015-ös mexikói képviselőházi választáson a párt a szavazatok 8,82%-ával 35 mandátumot szerzett a Képviselőházban, a negyedik legerősebb politikai erővé vált az országban.

### 2018-as szövetségi választás
A párt a 2018-as szövetségi választáson Andrés Manuel López Obradort indították elnök-jelöltként és a párt a Munkáspárttal és a Társadalmi Harc Pártjával közös listán indul, aminek neve Juntos Haremos Historia (Együtt történelmet fogunk csinálni). A választási kampány során a koalíciót és a MORENA pártot is úgy prezentálják, mint egy alternatívát a PRI és a PAN pártokkal szemben. A felmérések szerint a MORENA párt lehet a választás győztese.

## Ideológia
A párt magát egy demokratikus baloldali pártnak jellemzi, amely támogatja az etnikai, vallási és kulturális sokszínűséget valamint a szexuális kisebbségek jogaiért is kiáll. Tiszteli az emberi jogokat és kiáll a környezetévdelemért. Ellenzi a neoliberális gazdasági modellt, amely Mexikót az 1980-as évek óta jellemezte és nyomában növekvő korrupciót és társadalmi egyenlőtlenséget hozott. Kiáll a piacgazdaságért, de fontosnak tartják hogy az állam beleavatkozzon a stratégiai iparágak működésébe. Megállítanák Mexikói állami olajvállalatának a PEMEX privatizálását.
Társadalmi kérdésekben a párt progresszív álláspontot képvisel: kiáll a nők jogaiért, az LMBT közösség jogaiért, ezügyben támogatják az azonos nemű házasságot valamint az abortuszt dekriminalizálnak szövetségi szinten. Andrés Manuel Lopez Obrador elnöki beiktatási beszédében külön szót emelt az LMBT közösség mellett, amelyet addig egy mexikói elnök sem tett.
A mexikói drogháború tekintetében egy alternatív biztonsági fellépést javasol a párt. Ugyanis a Felipe Calderón 2006-2012 közti elnöksége alatt bevezetett stratégia álláspontjuk szerint megbukott és instabilitást és rohamosan növekvő bűnözést és rendkívül rossz közbiztonságot hozott. Javaslatot tettek a marihuána legalizálására.
Ellenzik a médiumok monopol helyzetet, amellyel a Televisa és a TV Azteca társaságokra utal, amik a mexikói televíziós piac 90%-át fedte le 2018-ban.